# Clinton (Kentucky)
Clinton és una població dels Estats Units a l'estat de Kentucky. Segons el cens del 2000 tenia 1.415 habitants.

## Demografia
Segons el cens del 2000, Clinton tenia 1.415 habitants, 579 habitatges, i 354 famílies. La densitat de població era de 331,1 habitants/km².
Dels 579 habitatges en un 28,5% hi vivien nens de menys de 18 anys, en un 38,9% hi vivien parelles casades, en un 19,5% dones solteres, i en un 38,7% no eren unitats familiars. En el 36,1% dels habitatges hi vivien persones soles el 17,4% de les quals corresponia a persones de 65 anys o més que vivien soles. El nombre mitjà de persones vivint en cada habitatge era de 2,18 i el nombre mitjà de persones que vivien en cada família era de 2,82.
Per edats la població es repartia de la següent manera: un 22,8% tenia menys de 18 anys, un 5,8% entre 18 i 24, un 24,6% entre 25 i 44, un 21,8% de 45 a 60 i un 24,9% 65 anys o més.
L'edat mediana era de 42 anys. Per cada 100 dones de 18 o més anys hi havia 66 homes.
La renda mediana per habitatge era de 21.875 $ i la renda mediana per família de 27.847 $. Els homes tenien una renda mediana de 29.375 $ mentre que les dones 16.786 $. La renda per capita de la població era de 15.236 $. Entorn del 26,8% de les famílies i el 31,6% de la població estaven per davall del llindar de pobresa.

## Poblacions més properes
El següent diagrama mostra les poblacions més properes.